# エルメネジルド・ゼニア
エルメネジルド・ゼニア（ Ermenegildo Zegna）は、1910年にエルメネジルド・ゼニアによって創立されたイタリアを代表する世界的高級ファッションブランド。ミラノに本社を置く。

## 歴史
19世紀後半、アンジェロ・ゼニアが羊毛の製織を開始。1892年に生まれたその末息子のエルメネジルド・ゼニアが1910年に服地工場を設立したのがエルメネジルド・ゼニア社（ゼニア社）の始まりである。ゼニア社の服地は1938年にアメリカ合衆国への輸出が始まり、1940年までに40か国以上で販売されるようになった。
1960年代に入るとエルメネジルドの息子であるアンジェロとアルドが事業を引き継ぎ、1968年にプレタポルテ事業、1972年にパターンオーダー事業を開始した。また、1980年代にはミラノとパリに単独ブランドの店舗を開いている。
2021年12月20日、エルメネジルド・ゼニア社はニューヨーク証券取引所に上場した。またブランド名を「ゼニア」に改めた。
現在、エルメネジルド・ゼニアは80以上の国・地域の555店舗で販売されており、そのうち311店舗が直営店である。また、2010年12月にはオンラインショップもオープンしている。

## 日本での販売
日本での販売は1960年に京都のアパレル企業である有本㈱がゼニアと総代理店契約を結び、最初に生地の販売を始め、その後、紳士既製服もGrittiの販売を始める。この時、実際の販売問屋として、鷹岡㈱、三喜商事㈱、ストック&ゼノック㈱、伊部㈱が当たる。鷹岡㈱はその生地の輸入業務に就く。これが1977年まで続き、その後、エルメネジルド・ゼニア・ジャパンの登場になる。
この間、1973年6月には日本のトップテーラー230人が参加した「ファースト・イタリアン・スタイリング・セミナー」が有本㈱と鷹岡㈱で企画され、KLMのジャンボジェット機を借り切り、イタリアのゼニア本社を訪問してセミナーを受けた。現在パルグループホールディングスの代表取締役会長を務める井上英隆もその時の参加者の一人である。